# DR-Baureihe 98.62
In die Baureihe 98.62 reihte die Deutsche Reichsbahn Tenderlokomotiven verstaatlichter Eisenbahnen mit der Achsfolge B und einem Dienstgewicht von 24 Tonnen bis 28 Tonnen (T 2) ein.

## Übersicht (unvollständig)
| DR-Betriebsnummer | urspr. Betriebsnummer oder Herkunft                              | Bemerkung             | Anzahl ursprünglich |
| ----------------- | ---------------------------------------------------------------- | --------------------- | ------------------- |
| 98 6201           | Pyritzer Kreisbahn,                                              | Bauart Preußische T 1 | 1                   |
| 98 6202–03        | unbekannt                                                        | Bauart Lenz & Co.     | 2                   |
| 98 6204           | Brandenburgische Städtebahn 1-10 (LVDB)                          | Bauart Preußische T 2 | 1                   |
| 98 6205           | Pommersche Landesbahnen                                          | Bauart Lenz & Co.     | 1                   |
| 98 6206–07        | Kl.B. Bergwitz–Kemberg 1–2                                       | Bauart Riebeck        | 2                   |
| 98 6208–11        | Kleinbahn Ellrich-Zorge, Kleinbahn-AG Rennsteig-Frauenwald u. a. | Bauart Henschel       | 4                   |
| 98 6212–13        | Nordhausen-Wernigeroder Eisenbahn-Gesellschaft u. a.             | Bauart Borsig         | 2                   |
| 98 6214–19        | Kleinbahn-AG Rennsteig-Frauenwald u. a.                          | Bauart Henschel       | 6                   |